# Tormenta en el paraíso
Tormenta en el paraíso est une telenovela mexicaine de Televisa diffusée entre le 12 novembre 2007 et le 25 juillet 2008 sur Las Estrellas.

## Synopsis
En 1519, un prêtre maya, Ahzac, découvre que sa fille Ixmy est tombée amoureuse d'un étranger blanc. Il a l'intention de la sacrifier en cadeau aux dieux, avec des objets en or et une perle noire. Ixmy évite son sort, et Ahzac maudit la perle noire : «Celui qui a cette perle en sa possession ne saura jamais ce qu'est le bonheur!»
En 1987, Eliseo Bravo (Alejandro Tommasi) et Hernán Lazcano (René Strickler) explorent les récifs coralliens de Cozumel et découvrent la perle noire. Quand Hernán touche la perle, la malédiction d'Ahzac prend effet. La cupidité d'Eliseo conduit à la mort d'Hernán, laissant sa femme Analy (Eugenia Cauduro) pour élever seule leur fille Aymar.
Dix-neuf ans plus tard, Aymar Lazcano (Sara Maldonado) est une belle jeune femme. Après que sa mère a été assassinée par un prétendant jaloux quand Aymar l'a rejeté, elle vit avec un ami de la famille, Pablo Solis (Manuel Ojeda). Elle rencontre Nicolás Bravo (Erick Elías), le fils d'Eliseo, et ils tombent amoureux...

## Distribution
- Sara Maldonado : Aymar Lazcano Mayu
- Erick Elías : Nicolás Bravo
- Mariana Seoane : Maura Durán Linares (Karina Rossemberg)
- Alejandro Tommasi : Eliseo Bravo
- José Luis Reséndez : David Bravo
- Ingrid Martz : Karina Rossemberg "Sirenita" / Valeria Ross
- Frances Ondiviela : María Teresa Bravo
- Úrsula Prats : Luisa Linares de Durán
- Erika Buenfil : Patsy Sandoval
- Ernesto D'Alessio : Leonardo Bravo
- Eugenia Cauduro : Analy Mayu
- René Strickler : Hernán Lazcano
- Julio Camejo : José Miguel Díaz Luna
- Mar Contreras : Penélope Montalbán
- Ferdinando Valencia : Lisandro Bravo Martínez
- Manuel Ojeda : Capitán Pablo Solis
- Aarón Hernán : Padre Augusto
- Alejandra Procuna : Martha Valdivia
- Carlos Cámara Jr. : Isaac Rossemberg
- Macaria : Paloma Martínez
- Delia Casanova : Micaela Trinidad
- Magda Guzmán : Yolanda
- Humberto Elizondo : Lic. Alberti
- Liz Vega : Lizesca
- Flor Procuna : Rosalinda Díaz Luna
- Vicente Herrera : Aquilino Sánchez
- Pietro Vanucci : Botel
- José Carlos Ruíz : Ahzac
- Alejandro Ávila : Víctor'
- Israel Jaitovich : Roque Durán
- Adalberto Parra : Nakuk Kum
- Maribel Fernández : Carmelita
- Juan Carlos Serrán : Lucio Trinidad
- Xavier Ortíz : Emilio
- Kelchie Arizmendi : Brisa
- Ivonne Ley : Celina Trinidad
- Ricardo Guerra : Cuco
- Arturo García Tenorio : Director Gastón
- Anastasia : Leonor
- Malillany Marín : Lic. Fabiola Sarmiento
- Óscar Traven : Mario Abascal
- Marco Uriel : Dr. Andrés Gutiérrez
- Christian Vega : Hernán Bravo Lazcano
- Emilio : Eliseo David Bravo Valdivia
- Darey : Leonardito Bravo Durán
- Evelio Arias : Tacho
- Patricio Cabezut : Barraza
- Dobrina Cristeva : Cleotilde
- Fernanda Franco : Nabora Sánchez
- Salvador Ibarra : Cirilo
- Archie Lanfranco : Manuel de Molina “Hombre Blanco”
- Siena Perezcano : Ixmy
- Patricia Martínez : Donata
- Federico Pizarro : Raúl Abascal
- Arturo Posada : Rigo
- Ligia Robles : Mère de Karina
- Martín Rojas : Justino
- Ximena Said : Karina Rossemberg (Jeune fille)
- Vielka Valenzuela : Avocate Méndez

## Diffusion internationale
- Antena.Nova, Antena 3 Canarias
- La Red
- Univision
- Univision Porto Rico
- RCN Televisión